# 2758 Cordelia
2758 Cordelia este un asteroid din centura principală, descoperit pe 1 septembrie 1978, de Nikolai Cernîh.